# Оскар Густав Рейландер
Оскар Густав Рейландер (іноді — Рейлендер, англ. Oscar Gustave Rejlander, 1813, Швеція — 18 грудня 1875, Лондон, Велика Британія) — один з піонерів художньої фотографії, англійський живописець-прерафаеліт шведського походження. Творець сентиментальних жанрових постановочних фотографій і винахідник композитного (з використанням декількох негативів) друку.

## Початок творчості
Датою народження фотографа умовно вважається 1813 рік (документально ця дата не підтверджена), а місцем — Швеція. З огляду на театральний характер особистості фотографа, щодо цих фактів висловлювалися обґрунтовані сумніви. Його батько Карл Густав Рейландер був за професією фахівцем з обробки каменю, але дослужився до офіцера шведської армії.
Рейландер навчався живопису в Швеції, а потім і в Італії, отримав деяку популярність як портретист і літограф, також він виготовляв на продаж копії картин старих майстрів. Припускають, він побував в Іспанії, а повернувшись до Італії, познайомився з молодою англійкою, тісні відносини з якою дозволили йому розраховувати на переїзд до Великої Британії. Близько 1841 він оселився в Англії. Тут він займався живописом, з 1848 року регулярно представляв свої картини на виставці Королівської академії мистецтв. Жив спочатку в Лінкольні, з 1846 — в Вулвергемптоні, а з 1862 р. — в Лондоні.
Про своє знайомство з фотографією Рейландер писав:
|  | «У 1852 я був в Римі і побачив фотографії з Аполлоном, Венерою тощо, я їх купив і вивчив. Я був радий можливості вимірювати відносні пропорції античних фігур в оригіналі і на плоскій копії. Це було моє перше усвідомлене знайомство з результатами фотозйомки» |

У 1853 році Рейландер взяв єдиний урок з калотипії і колодієвому процесу у лондонського фотографа Ніколаса Хеннемана, який за його словами тривав всього три з половиною години, так як Рейландер поспішав на поїзд. Пізніше він недоліки в освіті намагався компенсувати експериментами. Фотограф писав: «Я заощадив би собі рік або більше, якби вважав за потрібне уважно вивчити основи фотографії хоча б за місяць» . Друг Рейландер Вільям Парк, власник книгарні та співвласник газети «Wolverhampton Chronicle», допомагав йому у фінансовому відношенні, постачав клієнтів, регулярно друкував статті про його творчість в своїй газеті. У цій газеті 15 листопада 1854 року з'явилася стаття «Удосконалення в калотипії, зроблені м-ром О. Г. Рейландер з Вульверхемптона», з неї випливало, що фотограф експериментує з декількома негативами і з освітленням. Прийом композитної друку він використовував спочатку не як художній, а як чисто технічний, щоб компенсувати недоліки мокроколодіонний процесу .

## Перші спроби фотомонтажу

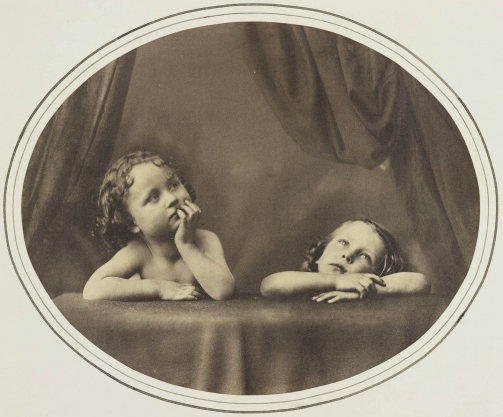
Оскар Густав Рейландер. Два янгола (за мотивами Рафаеля), 1857

Перший досвід комбінованого друку, «Груповий портрет з трьох негативів» 1855 року, був, за словами Рейландара, вимушеним рішенням. Фотограф не зміг домогтися, щоб всі три фігури групового портрета були в фокусі одночасно, тому вважав за краще зняти три негативи, а потім поєднати їх в одному відбитку. Ідея монтажу прийшла від досади, що фотограф не міг отримати чітку фігуру джентльмена, що стояв позаду дивана, на якому сиділи дві дами. Він був недалеко від дам, але кожного разу його фігура виходила розмитою на загальному знімку . Стимулом до практичних занять «художньої» фотографією стала суперечка з колегою-художником. Опонент стверджував, що фотографія ніколи не зможе створити що-небудь подібне шедеврам Рафаеля, а Рейландер відповів, що зможе сам створити фотографічну «реконструкцію» «Сікстинської Мадонни». Невідомо, чи закінчив Рейландер цей досвід, але в Королівській колекції зберігся його «етюд» — фотографія двох дітей, що імітує ангелів біля ніг рафаелівської Мадонни . Судячи з року створення, вказаною музеєм (1857), це може бути пізніша авторська копія, виконана на замовлення принца Альберта . Рейландер був не єдиним фотографом, які намагалися комерціалізувати тему ангелів: десятиліттям пізніше серію подібних робіт випустила Джулія Камерон .
Фотороботи Рейландер вже в середині 50-х років помітили в Лондоні. «Група, віддрукована з трьох негативів» була представлена на виставці в Лондоні в грудні 1855 года . У 1855 році він виставлявся на Всесвітній виставці в Парижі (і був нагороджений медаллю), в 1856 році королева Вікторія і принц Альберт, відвідавши Лондонське фотографічне товариство, дають Рейландер замовлення на дублювання не менше восьми виставлених тут його позитивів, через короткий час він вступив в Королівське фотографічне товариство, а в квітні 1857 року було вперше прийнято принцом Альбертом в Букінгемському палаці . Альберт до кінця свого життя був покровителем Рейландер, а його найближчими друзями стали Чарльз Дарвін і Льюїс Керролл (який сам був фотографом-любителем) . Газетні критики «художні досліди» Рейландер не схвалили, тому він зосередився на створенні шедевра, який зміг би виправдати його підхід в очах громадськості. Справжня, гучна і скандальна слава прийшла до Рейландер під час Манчестерской виставки образотворчих мистецтв 1857 року.
«Два шляхи життя»
Фотограф сприймав цю композицію як справу всього свого життя і наділяв важливою місією в історії фотографії, він писав:
|  | «По-перше, вона повинна була витримати суперництво з представленими на виставці іноземними речами. По-друге, я хотів показати художникам, наскільки корисною може виявитися фотографія як підмога для живопису - не тільки в тому, що стосується деталей, але і в підготовці вчиненого ескізу, що дозволяє оцінити загальний ефект перш, ніж приступати до виконання картини. По-третє, я хотів продемонструвати гнучкість фотографії та широту її можливостей, використавши для цього фігури оголені і задраповані, які ясно виліплені світлом і майже розчиняються в тіні. Нарешті, я хотів довести, що мій метод не обмежує художника одним єдиним планом, дозволяючи розташовувати персонажів і предмети на будь-якому видаленні і дотримуватися при цьому відповідну відаленню міру і ступінь виразності» |

## Робота над фотографією
Рейландер і його дружина створили цю роботу за шість тижнів. Розмістити перед камерою моделі і сфотографувати «живу картину» вони не могли: фотоматеріали XIX століття вимагала тривалої витримки. Фотографи до 1857 році навчилися справлятися з рухами в портретах, але не в багатофігурних композиціях. Одна з фотомоделей могла поворухнутися, ніж зіпсувала б весь кадр. Тому Рейландер пішов по шляху монтажу, склавши «полотно» з тридцяти двох студійних знімків (в деяких монографіях вказується тільки тридцять знімків). Кожен з негативів став одним із складових елементів загального відбитка-позитива (його склали з двох аркушів, оскільки фотопаперу необхідної ширини Рейландер не знайшов). Друк велася при денному світлі, а час експозиції для кожного знімка при цьому досягало двох годин. Спочатку він друкував фігури першого плану, потім — фігури заднього, при цьому вів складні розрахунки для встановлення пропорцій між ними .
До квітня 1857 Рейландер виготовив два відбитки фотографії, один з них він представив принцу Альберту в Букінгемському палаці. Потім фотокартина демонструвалася в Манчестері на Виставці художніх скарбів, що проходить під патронажем принца-консорт. Після манчестерської експозиції інша копія картини була представлена в експозиції Музею Південного Кенсінгтона. Манчестерская виставка вперше зібрала одночасно роботи живописців (саме їм Рейландер присвятив свою фотокомпозицію) і фотохудожників. Для цієї виставки Рейландер підготував єдину роботу — виконану в академічній манері багатофігурну фотокартину-алегорію «Два шляхи життя» (англ. «Two Ways of Life»). Вона відрізнялася величезним для того часу форматом 76,2 на 40,64 сантиметрів (за іншими даними — 80 на 40 сантиметрів). Для фігури мудреця Рейландер зняв самого себе, а в якості інших натурщиків найняв мандрівну трупу акторів-виконавців «живих картин». Актор Джон Колмен — близький друг фотографа позував йому для фігури шулера.
Завіса, що обрамляє верхню сторону «полотна» — скатертину з дому Рейландер, відображена способом контактного друку . Всього Рейландер виготовив п'ять авторських реплік «Два шляхи життя», з яких збереглася лише одна. Один відбиток був придбаний королевою Вікторією, інший демонструвався на виставці в Бірмінгемі, третій призначався для шотландського фізика Дейвіда Брюстера, четвертий — якомусь джентльменові з лондонського району стрет, а п'ятий в 1925 році демонструвався в Королівському фотографічному суспільстві, саме він вважається єдиним збереженим до наших днів. Існують більш пізні позитиви, зроблені не Рейландер, а іншими особами, але представляють значну мистецьку та історичну цінність. Так в музеї Метрополітен зберігається фотографія, віддрукована з оригінального негатива в 20-роки XX століття. Вдова Рейландер в кінці дев'ятнадцятого століття надала Королівському фотографічному суспільству його роботи, в тому числі і негативи. Ця фотографія була надрукована через тривалий час Джоном Дадлі Джонстоном, президентом і куратором суспільства . Копія фотографії, зроблена Робертом Крошеем в 1872 році, зберігається в лондонському музеї Вікторії і Альберта (інвентарний номер — E.25-2014)

## Сюжет фотографії
У центрі розкішного інтер'єру — Філософ (або батько), який привів на бенкет двох молодих людей, які обирають шлях у житті. Ліворуч від глядача фігури — уособлення вад, по праву — фігури чеснот. Кожен з хлопців вибирає власний шлях. На передньому плані, трохи правіше центру — оголена алегорія Каяття, Уівер бачить в цій фігурі Марію Магдалину. «Підзаголовок» композиції: «Надія — в покаянні». Однак, на думку деяких дослідників, вивчення підготовчих етюдів показує, що мораль композиції Рейландер могла бути іншою і не цілком ортодоксальної і однозначною.
Сучасники порівнювали композицію «Двох шляхів життя» з написаними десятьма роками раніше «Римлянами часів занепаду імперії» Тома Кутюр, але, мистецтвознавці вважають, що у двох художників все ж були різні джерела натхнення: у Кутюр — «Бенкет в будинку Левія» Паоло Веронезе, у Рейландер — «Афінська школа» Рафаеля Санті. «Римляни» Кутюр були гігантським (773 на 466 сантиметрів) живописним полотном, «Два шляхи життя» Рейландер — значно меншим за розміром фотомонтажем.

## Оцінка фотографії публікою і критикою
Рейландер вперше в історії Англії на фотографії «Два шляхи життя» представив публіці реалістичні фотографічні зображення оголеного тіла (іноді його називають і родоначальником самого жанру ню). Частина відвідувачів була обурена «непристойністю», але заперечення на виставці в Манчестері вщухли після того, як стало відомо, що сама королева Вікторія купила «Два шляхи життя» в подарунок своєму чоловікові принцу Альберту за 10 гіней (за іншою версії — за 11).
Після Манчестера Рейландер з великим успіхом виставляв картину в Лондоні та Бірмінгемі. Критик лондонського видання «Photographic Notes» описує фотографію як «чудову … рішуче найкрасивіших фотографію свого класу з усіх, коли-небудь створених …». У менш ліберальної Шотландії публічний показ фотографії «Два шляхи життя» був заборонений, а потім дозволений, але тільки щодо її «доброчесного боку». Це рішення було прийнято після бурхливих дебатів, значна частина членів вийшла з Шотландського фотографічного товариства в знак протесту, в 1861 році вони заснували Единбурзької фотографічне товариство. Ліва сторона, з оголеними фігурами, була прихована від глядача завісою. Організатори виставки вважали, що Рейландер використовував повій в якості дешевих моделей. Фотограф Томас Саттон писав в «The British Journal of Photography» 16 лютого 1863 року: «На виставці цілком доречно присутність таких творів мистецтва як картини Етті» Купальниці, перелякані лебедем «або» Суд Паріс «, однак недоречно дозволяти публіці бачити фотографії голих повій — у всій плотської достовірності і в найдрібніших подробицях» . Засудження «фотографування повій» тривало і в 1860-і роки, але куди важче для Рейландер були звинувачення у фальші й надуманості постановки, в зраді самому змістом фіксації реальної дійсності .
У квітні 1858 року Рейландер прочитав лекцію на засіданні Лондонського королівського фотографічного товариства з поясненням фотографії «Два шляхи життя». Він детально описав процес її створення. Генрі Піч Робінсон, який був присутній на лекції, писав:
|  | «З благородним наміром бути корисним фотографам і послужити справі мистецтва він, на жаль, описав свій метод, за допомогою якого була зроблена картина, а також дрібні хитрощі і прийоми, до яких повинен був вдатися: як в пошуках класичної архітектури для фону він змушений був задовольнитися малим портиком у саду свого друга, як шматкам драпування доводилося виконувати роль неосяжної завіси... Таким чином [він] сам віддав вмілим критикам потрібний їм ключ і надихнув дрібні душі на заяви про те, що картина була лише річчю, створеною з клаптиків і латочок. Адже набагато легше назвати картину комбінацією латочок, ніж зрозуміти внутрішнє значення настільки чудового твору, як цей шедевр Рейландер! » |

Зазнавши не тільки увагу публіки, а й публічну критику, Рейландер втратив інтерес до виставок. У січні 1859 року його написав: "Я втомився фотографувати на публіку, особливо комбіновані фотороботи, бо це не приносить ні прибутку, ні слави, тільки порожні суперечки і звинувачення. Нехай на наступній виставці будуть тільки повиті плющем руїни, пейзажі та портрети, і на цьому все ".
Публіка і окремі мистецтвознавці продовжували критикувати «Два шляхи життя» багато десятиліть. У 1890 році фотограф Пітер Емерсон, Народився за рік до створення «Два шляхи життя», писав: "Ми навіть не можемо віддати Рейландер першість у винаході його методу: йому передували роботи рр. Берика і Аннана з Глазго. Їх людська фігура, врізалися в пейзаж, була показана публіці в 1855 році, за два роки до показу «Двох шляхів». Але треба віддати Рейландер належне за те, що він розвинув це порочне метод до його найвищої точки, до якої не зміг наблизитися ніхто з його послідовників ". Емерсон помилявся: перший фотомонтаж Рейландер («Груповий портрет з трьох негативів») виставлявся в Вулверхемптоні ще в грудні 1855 года.
Художній критик відзначав в 1954 році слабкість Рейландер як постановника. Він вважав, що до 1857 році Рейландер ще не придбав досвіду композиції і роботи з живими моделями: вирази їхніх облич неприродні, вони чужі класичної композиції і теми картини, а технічна недосконалість стиків між фігурами видає «секрети» фотографа. У цьому сенсі, на думку критика, «Два шляхи життя» — «найяскравіший провал» (англ. «Most spectacular failure») фотографа.

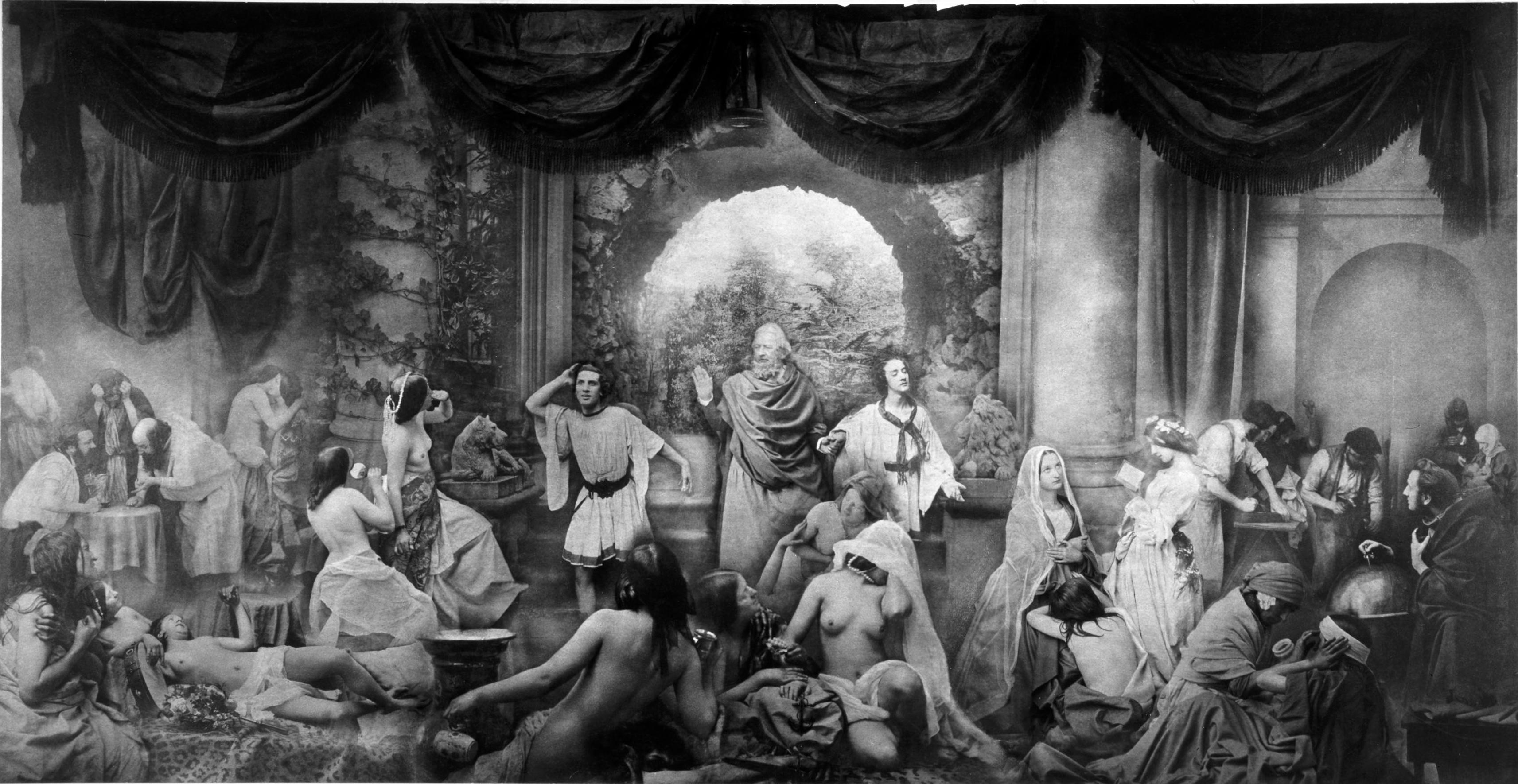
Оскар Густав Рейландер. Два шляхи життя, 1857
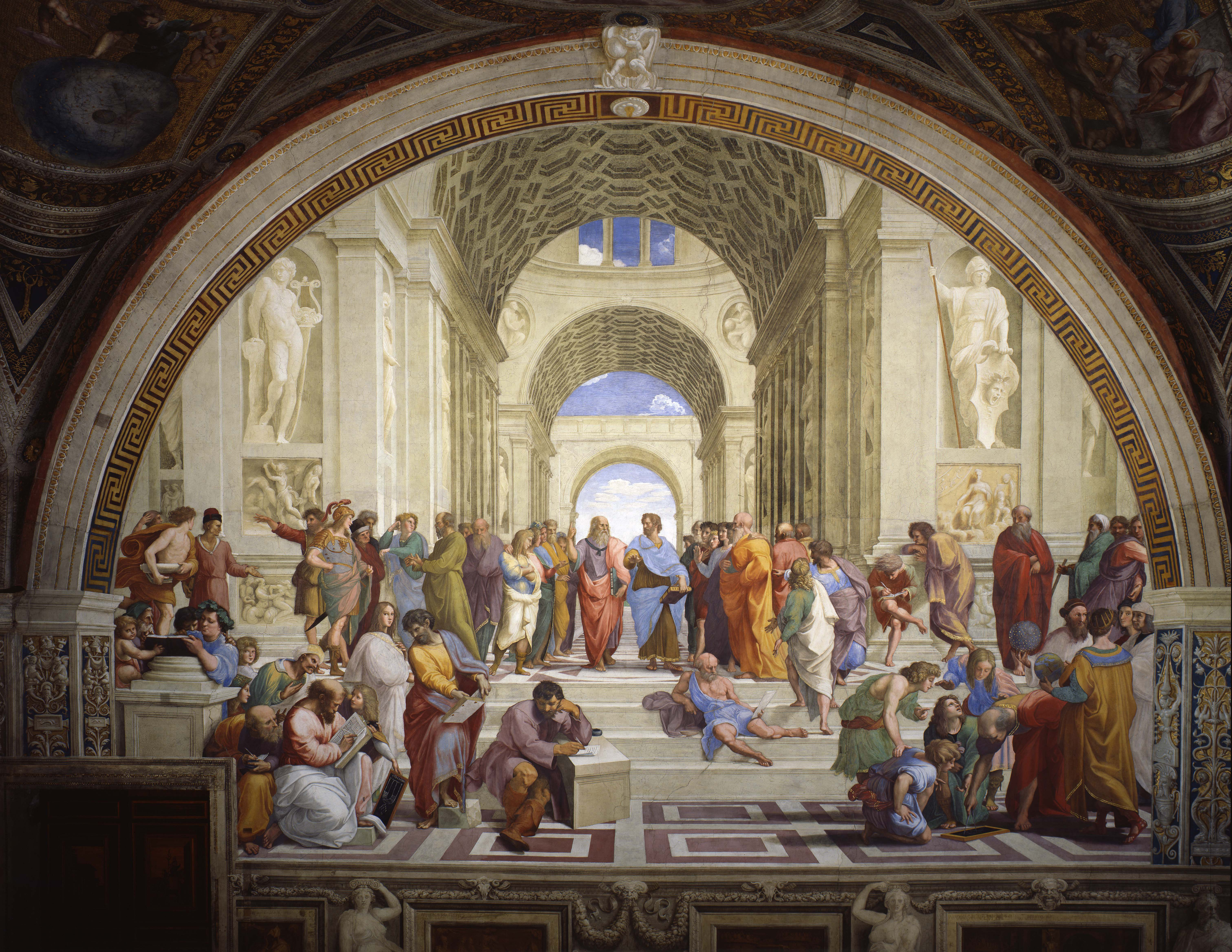
Рафаель Санті. Афінська школа - джерело натхнення фотографа, 1509—1510
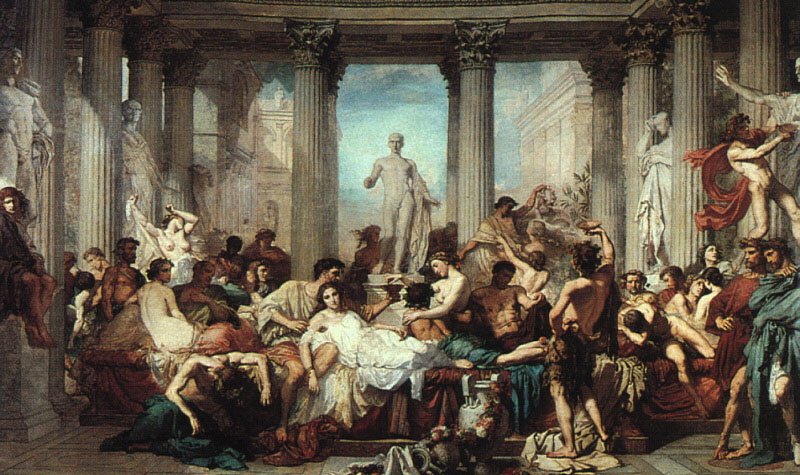
Тома Кутюр. Римляни часів занепаду імперії, 1847
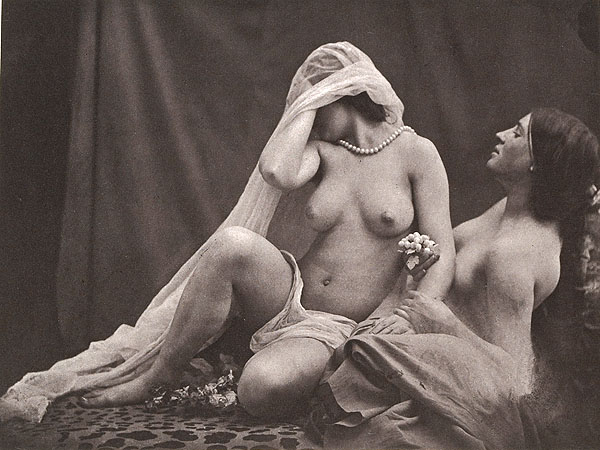
Один з використаних в цій фотографії знімків - Алегорія Каяття

## Серія «Вуличні шибеники» (1859—1871)
Відмовившись від постановочних фотомонтаж, Рейландер зосередився на жанрових фотографіях. Умовно їх можна розділити на дві категорії: сюжети з життя середніх класів, і сюжети з життя міський, пролетарської бідноти. Постійною темою творчості Рейландер стали хлопчаки лондонських вулиць: безпритульні, обшарпанці, жебраки, шарманщики, продавці газет і чистильники взуття (англ. «Street Urchins», в інтерпретації С. А. Морозова — «Вуличні шибеник»). Збереглося 15 фотографій цього циклу. Одна з них, найперша, була зроблена в 1859 році в Вулверхемптоні, всі наступні — в Лондоні, куди Рейландер перебрався в 1862 році. Непрямі свідчення вказують на те, що остання фотографія циклу датована 1871 роком. Найвідомішою роботою циклу став «Нещасний Джо» (англ. «Poor Jo»), вперше публічно показаний в 1861 році . Рейландер ніколи не пояснював, чому він вибрав цю тему. На думку його біографа Стефані Спенсер, найбільш очевидними причинами були «мальовничість» сюжету і те, що Рейландер вважав образ вуличного безпритульного «типово британським», а тому міг розраховувати на комерційний успіх у лондонської публіки. Іншою причиною було те, що образи вуличних дітей легко вкладалися в рейландеровскую невимушену, гумористичну трактування звичайних сюжетів. Комерційно успішна фотографія повинна була бути, на його думку, "цікавою.
У 1862 році фотограф перебрався в Лондон. Він створив студію зі скла на каркасі з дерева і заліза. Глядач XXI століття може прийняти фотографії «шибеник» за документальні вуличні знімки, але в дійсності всі вони були зняті в студії Рейландер. Він шукав сюжети в повсякденному житті на вулиці, а потім відтворював їх у студії, яка розташовувалася в будинку 129 на Молден-роуд. Студія ця являла собою вибудувану у дворі оранжерею довжиною 10 метрів і шириною від 3 до 2 метрів. Комбінуючи прозоре скло і різноманітні завіси та екрани, Рейландер підбирав потрібний баланс прямого і розсіяного світла. На деяких знімках (в тому числі на подвійному автопортреті самого Рейландер) повторюється один і той же предмет студійного реквізиту — дерев'яні східці. Статичні, за рідкісними винятками, пози свідчать про технічні обмеження того часу: навіть при яскравому освітленні зйомки вимагали тривалої експозиції. Підкинутий в повітря камінчик на фотографії грають «шибеник» — насправді ретуш. За формою студія була конусом, в якому камера була встановлена в вузької частини, а натурщики розташовувалися на широкому кінці. Камера була в тіні, через це моделі звертали на неї менше уваги.
У студії були створені багато з кращих робіт фотографа, сюди приходять позувати Альфред Теннісон (в маєток на острові Уайт в 1863 році) і Льюїс Керролл (що став одним фотографа, Керролл збирав його знімки дітей і листувався з Рейландер з технічних проблем; його портрет Рейландер створив в 1863 році). За зразком цієї студії Керролл облаштував власну.

## Останні роки життя
Рейландер співпрацював з Чарльзом Дарвіном, брав участь в ілюструванні його книги «Вираження емоцій у людини і тварин» в 1871 році (для п'яти фотоілюстрацій він сам ще й позував). Жестикуляція цих фотографій перебільшена в традиціях вікторіанського театру. Книга Дарвіна не користувалася комерційним успіхом, але фотографія «Розумовий страждання», що зображає дитини в горі принесла йому замовлення на 60000 відбитків і 250000 візитних карток. Деякі інші фотографії купувалися викторианскими художниками, серед них Лоуренс Альма-Тадема . Рейландер передав розроблену ним техніку отримання фотографічних монтажних зображень іншим авторам, серед яких був майбутній класик британської фотографії Генрі Піч Робінсон. В кінці життя колись прибутковий промисел — тиражування на продаж репродукцій популярних фотосюжетів — вже не приносив засобів до існування. Тому Рейландер повернувся до живопису .
У 1871 році здоров'я Рейландер стало погіршуватися (імовірно через хронічне нефриту, можливо, через діабету). 18 січня 1875 він помер у бідності. Единбурзької фотографічне товариство зібрало для вдови гроші і допомогло створити Меморіальний фонд Рейландер.

## Особливості творчості
Спочатку фотографії Рейландер мало відрізнялися від робіт його колег. У 1853 році він звернув увагу на те, що фотопортрет здатний відобразити живе вираз обличчя, він став використовувати знімки як етюди для своїх живописних робіт. Оскар Густав Рейландер і його друг і послідовник Генрі Піч Робінсон незабаром стали основоположниками художньої фотографії, вони були тісно пов'язані з прерафаелитами, поділяли їх ідеї і часто, як і прерафаеліти, черпали натхнення в світі образів середньовічної англійської літератури, в творах Вільяма Шекспіра і Джона Мільтона.
Рейландер займається жанровими, портретними зйомками і еротичної фотографією. В якості моделей він використовував ціркачек, безпритульних і повій . Великий вплив на нього справила творчість Клементина Гаварда (саме він згодом склав її офіційний некролог) . Рейландер став створювати фотографічні повторення і варіації окремих фігур і композицій з робіт живописців минулого, намагаючись створити фотографічний еквівалент живопису. Деякі з цих фотографій він виставляв як твори мистецтва (що для того часу було новиною), деякі використовував замість етюдів для живописних композицій. Він застосовував метод «мокрою драпірування», зволожуючи тонку тканину і фарбуючи її за допомогою кави . Рейландер цікавила техніка створення нерухомого багатофігурного знімка. Примітивність техніки фотографа перетворювала цю задачу в важкий процес. Вихід він знайшов в з'єднанні і накладення друг на друга декількох негативів, що стало початком техніки монтажу (вперше така фотографія була виставлена в Лондоні в 1855 році).
Існують численні розповіді про винахідливість Рейландер. Для вимірювання експозиції він по одному з них приносив в студію свого кота. Якщо зіниці того звужувалися в щілинку, то Рейландер застосовував саму коротку витримку; якщо були розкриті трохи більше звичайного, то давав додаткову витримку, а якщо були розширеними до межі, то фотограф відмовлявся від зйомки і йшов на прогулянку . Прийнято вважати, що він є родоначальником цілого жанру фотографії. У 2014 році «Автопортрет» Рейландер, що вважався довгий час першим в історії Селфі, був проданий з аукціону за 70 000 фунтів стерлінгів. Цей знімок був зроблений в 1850-х роках і виявлений в альбомі зі старими фотографіями . Пізніше було виявлено ще більш ранній знімок 1839 року зроблений Робертом Корнеліусом, однак численні фотографії-Селфі Рейландер дозволяють говорити про нього як про родоначальник жанру. Інший жанр виник під сильним впливом вдалого і добре відомого сучасникам знімка «Голова Святого Іоанна Хрестителя на блюді». Це був відбиток, зроблений з двох негативів. Фотографія датується широким проміжком часу між тисячі вісімсот п'ятдесят п'ять і 1860 роками (імовірно — близько 1858 роки), один з її варіантів в даний час знаходиться в зборах George Eastman House . Ця фотографія була задумана Рейландер як частина композиції, яку він так і не зумів завершити.
Деякі фотографії Рейландер відрізняються глибиною задуму і тонкістю виконання. Серед них — фотографія «Важкі часи». Вона відома в двох різних версіях, одна з яких знаходиться в Будинку-музеї Джорджа Істмена в США (обидві версії розміром — 13.9 x 19.9 сантиметрів). Зображення теслі, його сплячих дружини і дитини, поєднане на ній з іншим, що зображує сцену з Марією, що стоїть перед розп'яттям Христа, негативом. Тема фотографії — душевні муки батька, який виявився нездатним забезпечити засоби для існування своїх близьких .
Пози і жести персонажів в постановочних фотографіях Рейландер часто запозичив у старих майстрів, але трактування осіб свідчить про знайомство зі спеціальною літературою. Одним з джерел натхнення фотографа був трактат «Про метод вираження пристрастей» французького художника і теоретика мистецтв XVII століття Шарля Лебрена (1667) .

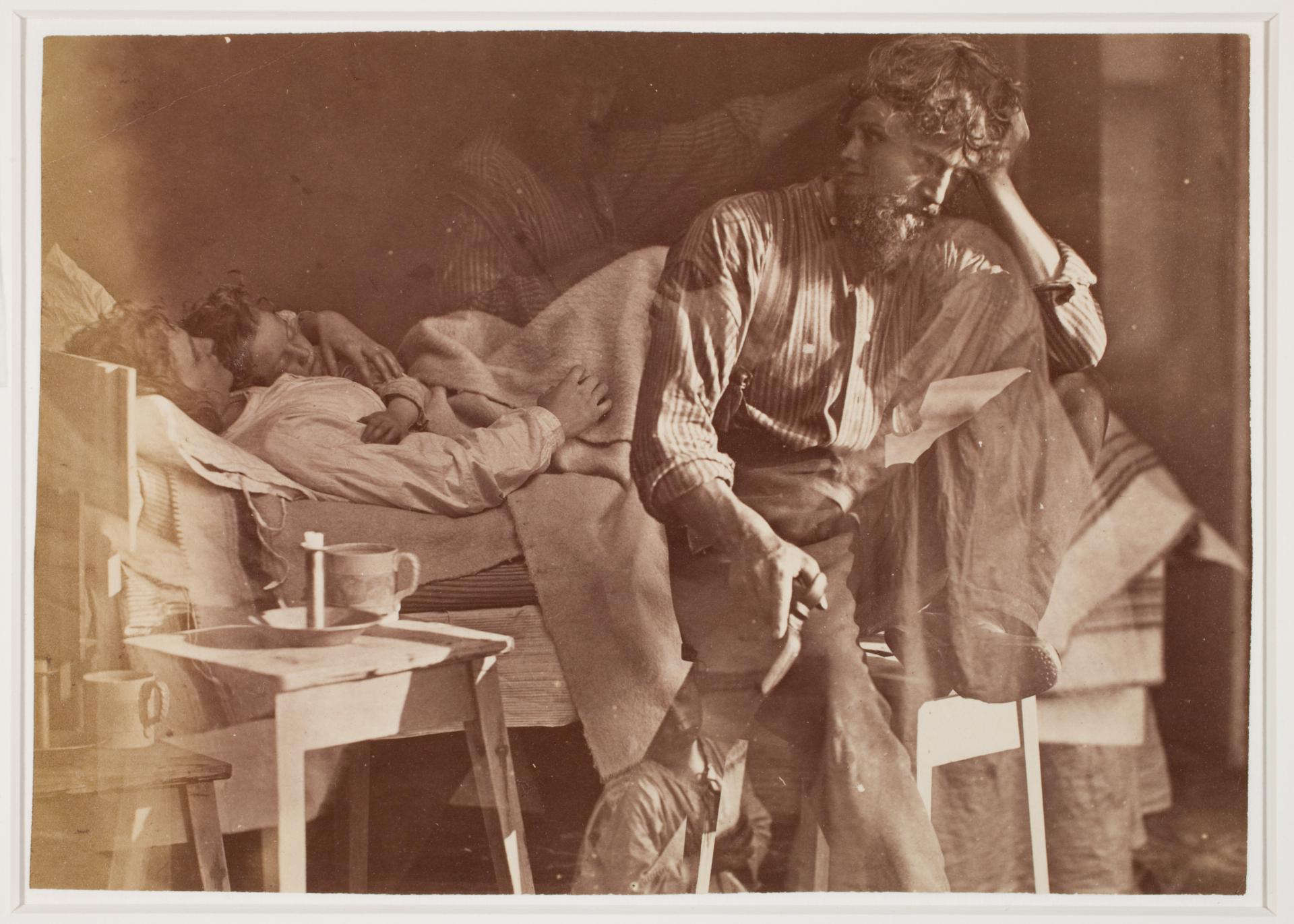
Оскар Густав Рейландер. Важкі часи, близько 1860
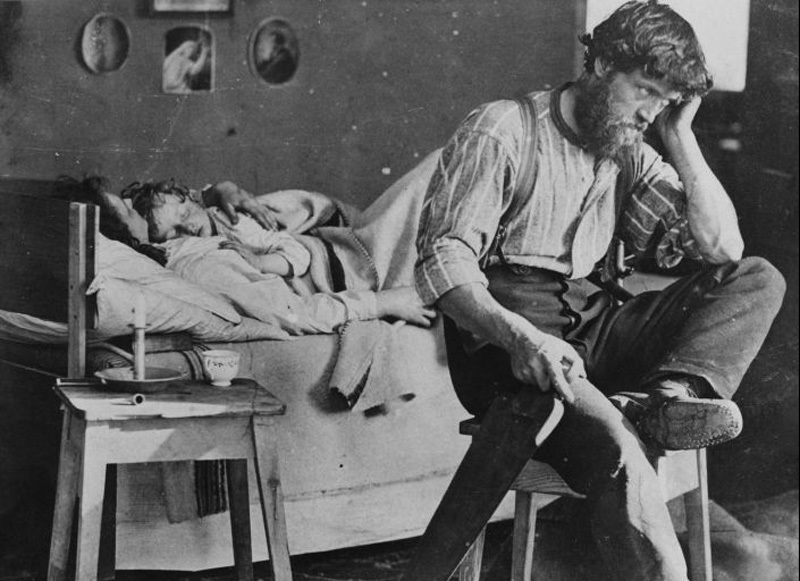
Оскар Густав Рейландер. Важкі часи (друга версія), близько 1860
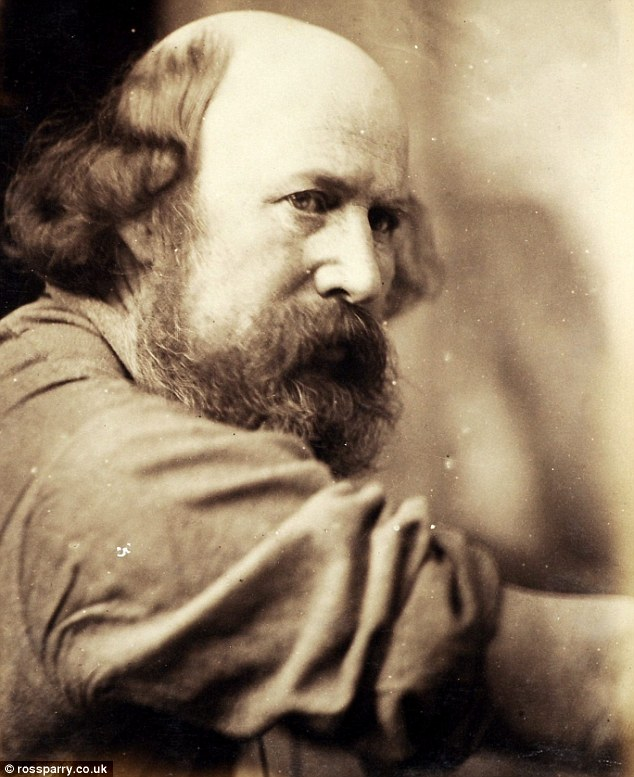
Оскар Густав Рейландер. Автопортрет (селфф), 1850-ті роки
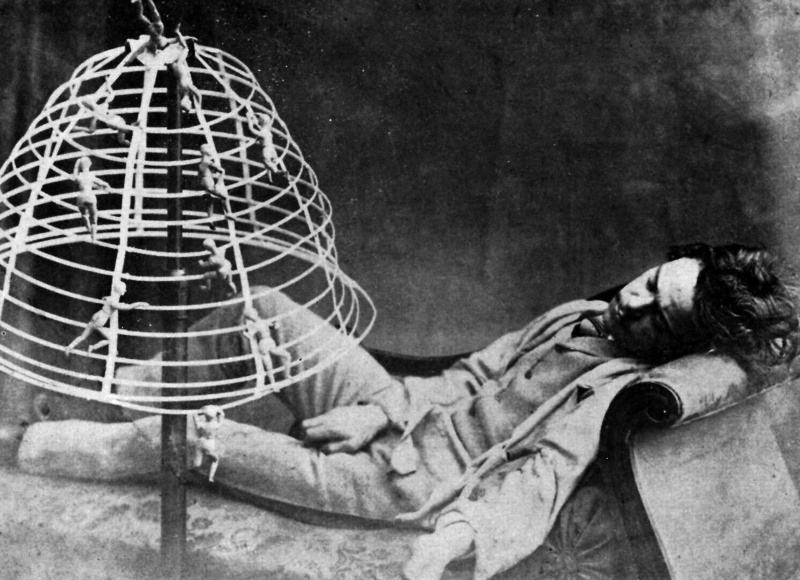
Оскар Густав Рейландер. Мрія, 1860

## Особисте життя
У віці сорока дев'яти років в 1862 році Рейландер одружився з однією зі своїх моделей (вона позувала фотографу з 1853 року), Мері Булл (вона була на двадцять чотири роки молодша за чоловіка). З березня 1869 року ці фірми жили при новій фотостудії на двох верхніх поверхах будинку на досить фешенебельній Вікторія-стріт . Через непомірних витрат по утриманню квартири подружжя були змушені переселитися в будинок на Веллінгтон Роуд (Стоквелл), що було на солідному відстані від студії.

## Спадщина фотографа
Велику колекцію робіт Рейландер зібрав Будинок-музей Джорджа Истмена в США, але найбільша колекція творів Рейландер зберігається в Національному музеї медіамистецтва в Бредфорді. У 2011 році Центр сучасної культури «Гараж» провів виставку однієї роботи — фотографії «Два шляхи життя» Оскара Густава Рейландер з цього музею, представивши творчість майстра москвичам .
Також велике зібрання робіт Рейландер належить Національній портретній галереї в Лондоні, в листопаді 2015 року його придбала невідомий до цього альбом майстра з великою кількістю фотографій Рейландер. Цей альбом, імовірно, є особистим зборами знімків фотографа, які не призначалися їм для продажу і публікації . Ще одне невелике зібрання фотографій майстра знаходиться в Музеї Вікторії та Альберта в Лондоні . Окремі фотографії та негативи зберігаються в приватних зібраннях, таких великих музеях, як Метрополітен в Нью-Йорку і Музей Орсе в Парижі.

## Галерея

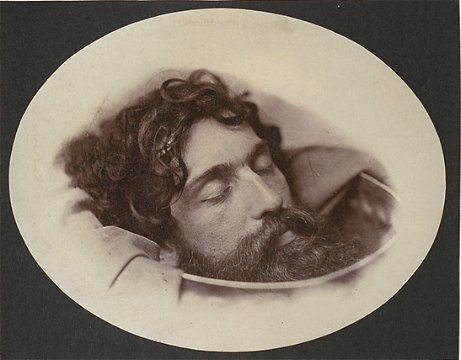
Оскар Густав Рейландер. Іоанн Хреститель, 1858
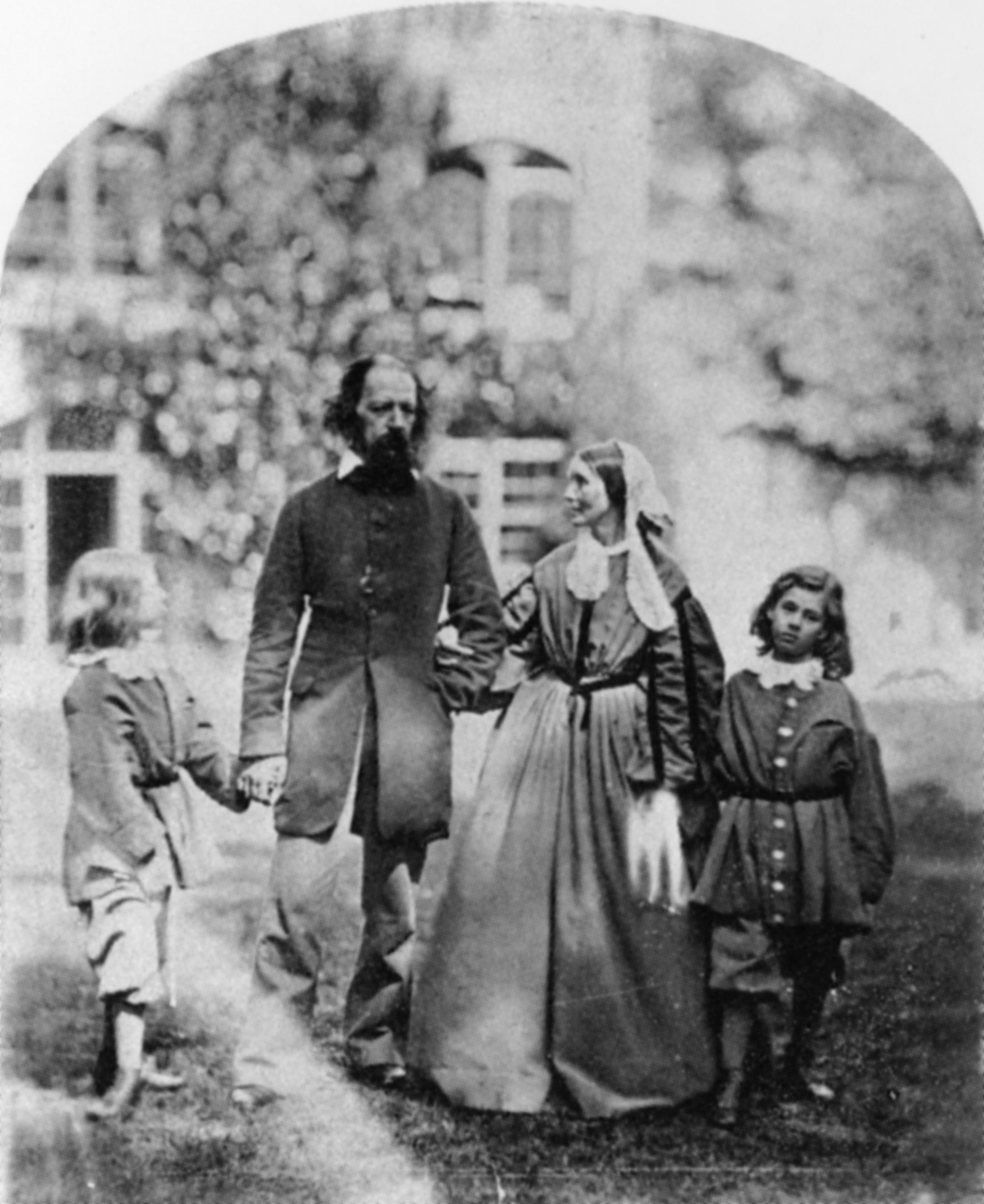
Оскар Густав Рейландер. Альфред і Емілі Теннісон з дітьми, близько 1862
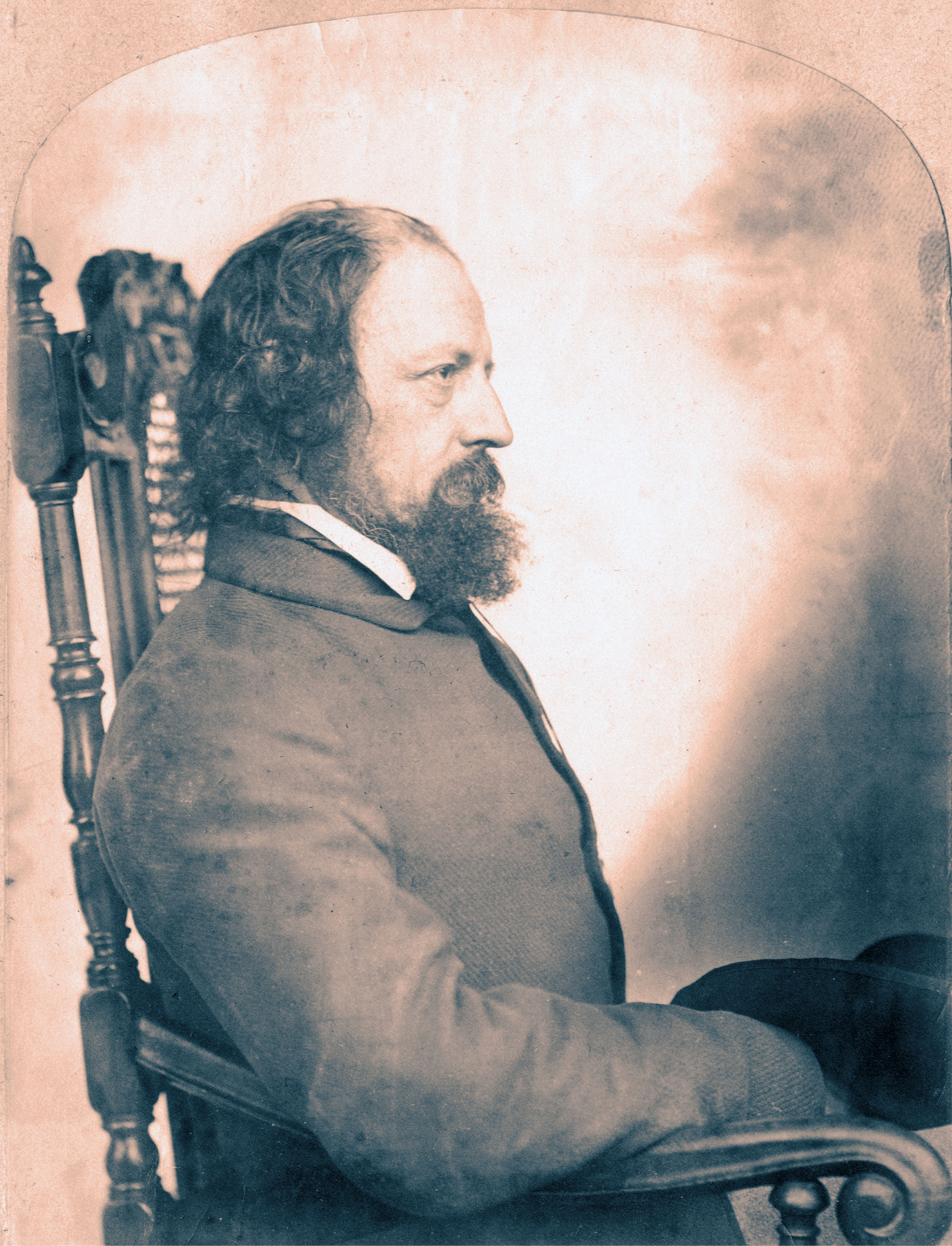
Оскар Густав Рейландер. Альфред Теннісон, 1863
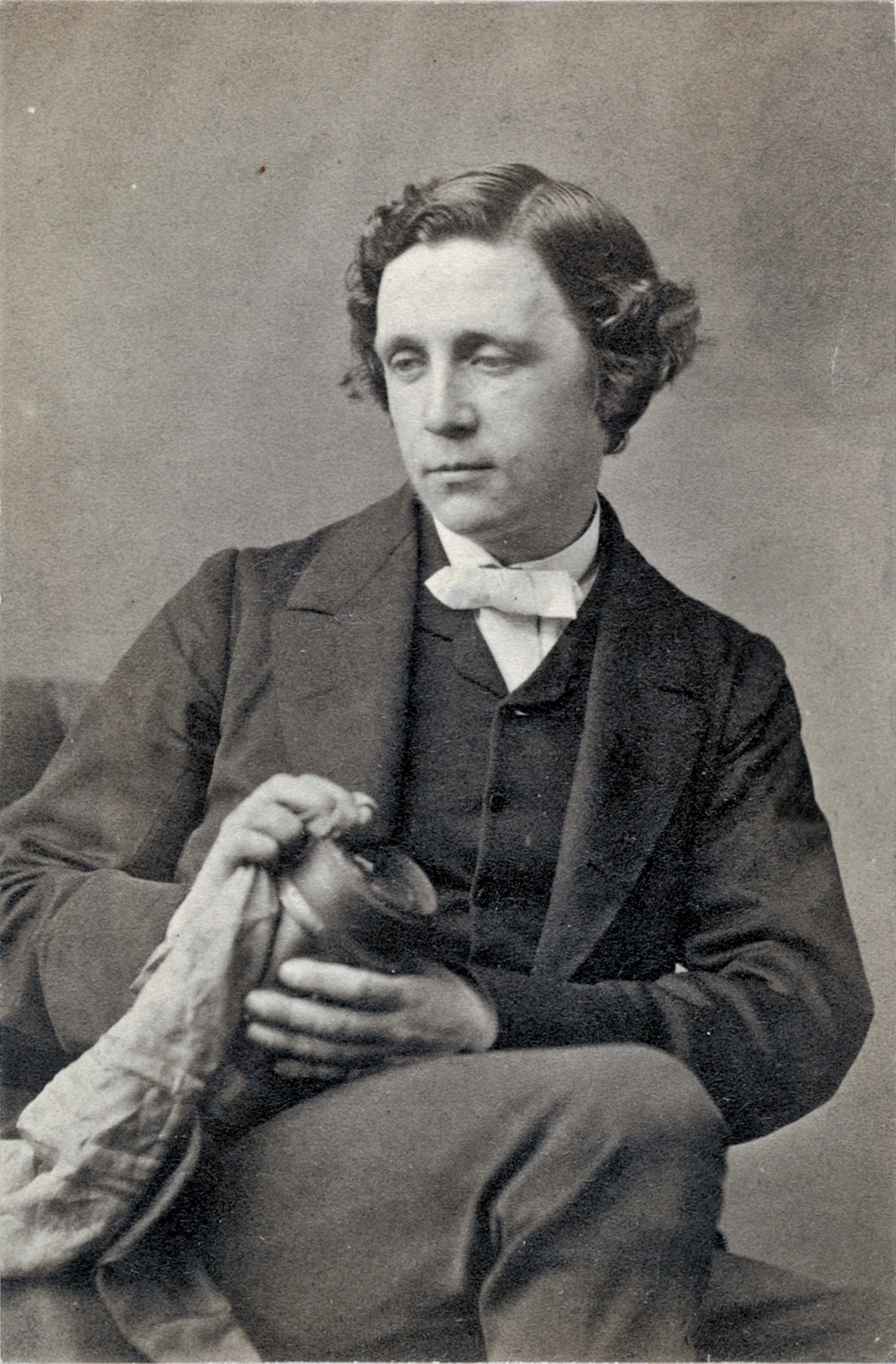
Оскар Густав Рейландер. Льюїс Керролл, 1863
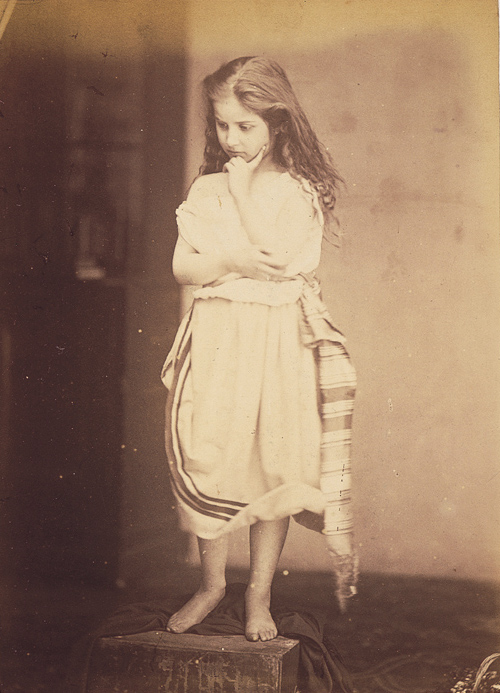
Оскар Густав Рейландер. Двчинка замислилася, близько1860
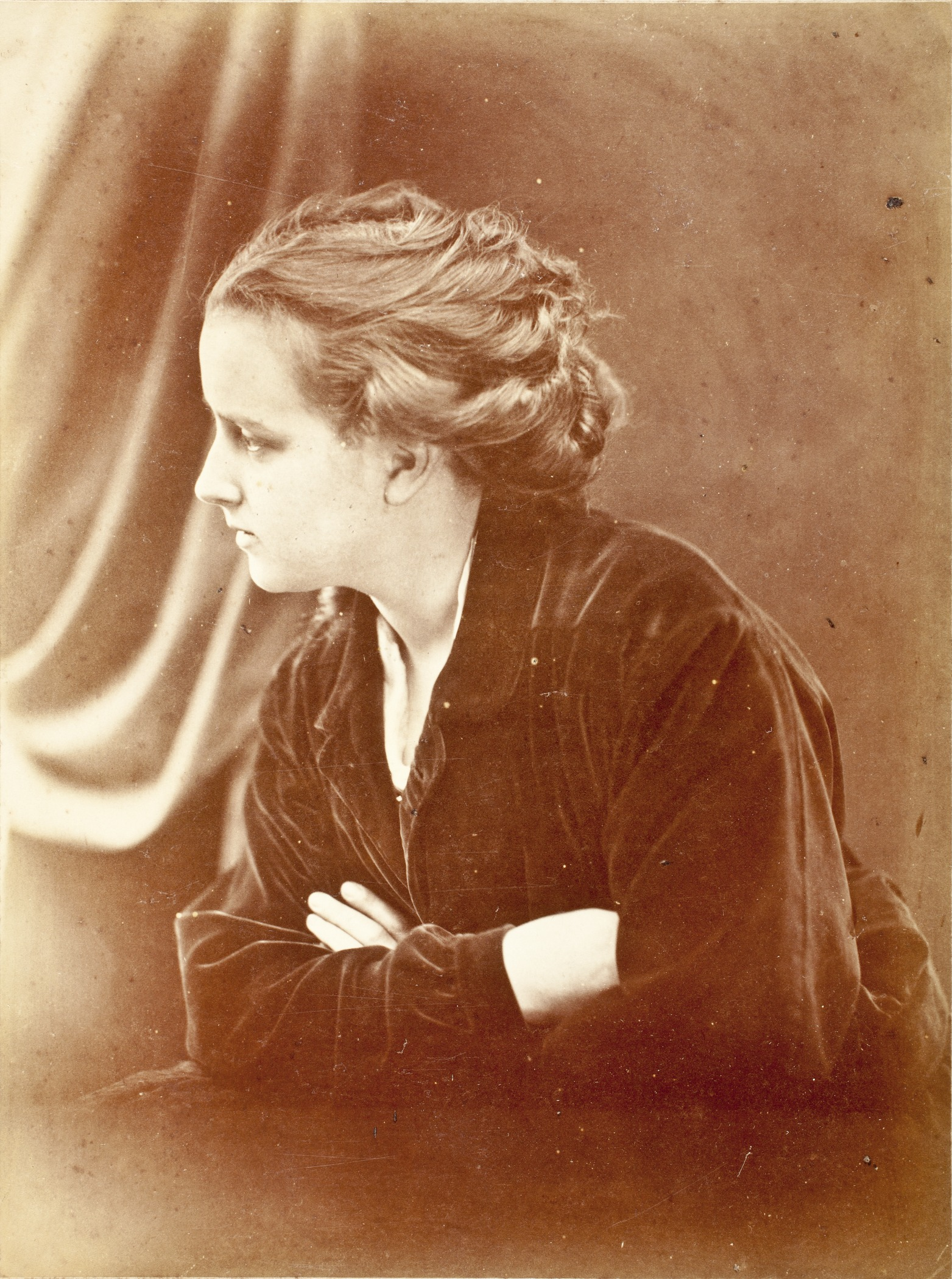
Оскар Густав Рейландер. Він там йде, 1857